# Mercurial
Mercurial, nazywany również Hg (jako że w języku angielskim mercury oznacza rtęć) – rozproszony, międzyplatformowy system kontroli wersji napisany głównie w języku programowania Python, choć udostępniający funkcję diff (porównanie dwóch wersji) w języku C. Głównymi założeniami Mercuriala były: duża wydajność, skalowalność oraz zaawansowane możliwości operacji na gałęziach. Twórcą oraz głównym programistą jest Matt Mackall. Kod źródłowy wydany jest na licencji GNU General Public License.

## Historia
Mercurial został wydany w dniu 19 kwietnia 2005 w odpowiedzi na zapowiedź, że firma Bitmover wycofuje się z bezpłatnej wersji systemu BitKeeper. BitKeeper był używany w projekcie jądra Linux. Mackall postanowił napisać system, który mógłby zastąpić Bitkeepera i być używany do kontroli wersji w Linuksie.
Mercurial powstał w podobnym czasie co pisany przez Linusa Torvaldsa system Git, któremu przyświecały podobne cele, co Mercurialowi. Ostatecznie do kontroli Linuksa został wybrany Git, aczkolwiek Mercurial jest obecnie używany w wielu innych projektach.